# 의성 사촌리 향나무
의성 사촌리 향나무(義城 沙村里 향나무)는 대한민국 경상북도 의성군 점곡면 사촌리에 있는 향나무이다. 1995년 6월 30일 경상북도의 기념물 제107호로 지정되었다.

## 개요
향나무는 우리나라 중부 이남을 비롯해 울릉도와 일본 등에 분포하고 있으며, 상나무·노송나무로도 불린다. 이 나무는 강한 향기를 지니고 있어 제사 때 향을 피우는 용도로도 쓰이며 정원수·공원수로 많이 심는다.
의성 사촌리 향나무의 나이는 500년 정도로 추정되며, 현재 생육상태나 보존상태는 매우 양호하다.
조선 중기의 시인이었던 송은 김광수가 심은 것으로 전해 내려오고 있다. 그는 이곳에서 시를 읊으며 청빈하게 지냈고, 효성과 우애가 지극하여 주위 사람들로부터 존경을 받았다고 한다.
의성 사촌리 향나무는 오랜 세월 사람들의 관심과 보살핌 속에서 지내온 나무로, 현재는 안동 김씨 만취당파 문중에서 관리하고 있다.

## 참고 문헌
- 의성사촌리향나무 - 국가유산청 국가유산포털